# Малов, Михаил Фёдорович
Михаил Фёдорович Мало́в (1909—1995) — советский конструктор вооружений.

## Биография
Родился 15 (28 октября) 1909 года в Москве. Окончил чертежно-конструкторские спецкурсы (1928).
Перед войной работал начальником чертежно-конструкторского отдела завода № 70 Наркомата боеприпасов.
Участвовал в разработке «Катюш».
В октябре 1941 года мобилизован в РККА.
Капитан артиллерийско-технической службы, помощник начальника отделения 3 отдела, с ноября 1942 старший помощник начальника 2 отдела Главного Управления Вооружения Гвардейских минометных частей.
С августа 1944 старший помощник начальника отдела производства корпусов снарядов Управления по производству боеприпасов и снабжению боеприпасами Гвардейских минометных частей.
- С мая 1946 старший инженер отделения 2 отдела Управления заказов производства и снабжения вооружением Гвардейских минометных частей.
- С мая 1948 старший инженер отдела 4-го Управления Главного Артиллерийского Управления ВС.
- С февраля 1951 старший офицер отдела Управления ГАУ.
- С мая 1953 старший офицер, с сентября 1954 заместитель начальника отдела Управления Заместителя Командующего артиллерией.
- С июля 1955 старший офицер, с марта 1957 заместитель начальника отдела 2-го Управления начальника реактивного вооружения. Полковник (1957).
- С марта 1960 по октябрь 1966 заместитель начальника 2 отдела ГУРВО.

Участник разработки космической техники.
Умер 19 марта 1995 года в Москве.

## Награды и премии
- Сталинская премия II степени (14 марта 1941) — за изобретение по вооружению самолётов
- Сталинская премия I степени (1943) — за разработку новых типов вооружения, в том числе снарядов и метательных устройств М-30 и М-28 для реактивных систем залпового огня
- орден Трудового Красного Знамени (1942)
- два ордена Красной Звезды (29 июля 1941)
- медали